# Czető Bernát László
Czető Bernát László (Budapest, 1953. május 21. –) Hartley-Merrill díjas magyar forgatókönyvíró, dramaturg, író. Tévésorozatok elindítója, dramaturgja, írója, több tévésorozat vezetőírója. 1998 óta szabadúszó forgatókönyvíró.

## Iskolák
- 1972-1978: ELTE BTK magyar nyelv és irodalom, etnográfia, könyvtártudomány
- 1985: BBC és Thames Television (London, Egyesült Királyság)
- 1993: WDR sorozati stúdium (Prága, Cseh Köztársaság)
- 1997: Sundance (Sundance, Utah, USA) és RKO Pictures(Los Angeles, USA)
- 2000: MediaXchange (Los Angeles, USA)
- 2014: ScriptEast Workshop (Lengyelország)

## Pályakép
1978-tól 1998-ig a Magyar Televízió szerkesztője, dramaturgja, rovatvezetője. Vezető dramaturg volt a Zenei és Szórakoztató Főosztályon, a Drámai és a Kulturális Főszerkesztőségben. Írt adaptációkat, szerkesztett színházi közvetítéseket, dokumentumfilmeket, gondozott tévéfilmeket. Ő találta ki a Szomszédokat, rovatvezetőként szerkesztette a Magyar Novellákat és a Nyitott könyvet. Több eredeti forgatókönyvét megfilmesítették.
Tagja volt az Eurovízió One World Group nevű csoportjának. A Filmjus választmányának majd vezetőségének tagja.
1983-tól 1986-ig a debreceni Csokonai Színház, majd 1992 és 1996 között az egri Gárdonyi Géza Színház dramaturgja is volt.
1997-ben Fiúk a labdatérről c. forgatókönyve az HBO magyarországi forgatókönyv versenyének első díjasa, majd 1998-ban megnyerte a Sundance (alapította Robert Redford)   Hartley-Merrill versenyének nemzetközi nagydíját is. A történetet kétszer is megfilmesítették, majd Veszettek címmel a belőle készült regény is megjelent.
Két éven át az RTL Klub Barátok közt c. sorozatának indító dramaturgja, majd dolgozott a TV2-nél, forgatókönyvet írt az HBO-nak, a Duna Televíziónak, az MTV-nek, a MTVA-nak. Több sorozat (Állomás, Karádysokk, Marslakók) vezetőírója.
Filmes, tévés tanulmányokat, filmforgatókönyveket, rádiójátékokat ír, szépprózát publikál. Egyetemen és mesterképzéseken dramaturgiát tanít.

## Munkái

### Televízió
- Egy milliárd évvel a világvége előtt (tévéjáték)
- Kémeri (tévésorozat)
- Szerelmes sznobok (tévéfilm)
- Szomszédok (tévésorozat)
- Egy gazdag hölgy szeszélye (tévéfilm)
- Linda (tévésorozat)
- Salome (tévéjáték)
- Hermelin (tévéjáték)
- Czillei és a Hunyadiak (tévéjáték)
- Az utolsó futam. 1-2. (tévéfilm)
- Új Nyitott könyv (irodalmi tévéadaptációk)
- Ötvenezer éves kortársaink (dokumentumfilm-sorozat)
- Magyar novellák (tévéadaptációk a magyar irodalom novellakincséből)
- Budapest titkai (dokumentumfilm-sorozat)
- Szakíts helyettem (tévéfilm)
- Egy tubarózsa (tévéfilm)
- Pótvizsga (tévéfilm)
- Barátok közt (tévésorozat)
- Nagy könyv (tévésorozat)
- Párhuzamos életrajzok (dokumentumfilm-sorozat)
- Állomás (szituációs komédia-sorozat)
- Társas/játék (tévésorozat)
- Karádysokk (tévésorozat)
- Marslakók (tévésorozat)
- Cseppben az élet (tévésorozat)

### Játékfilmek
- A részleg 1995.
- Rosszfiúk 1999.
- Vadkörték - A tihanyi kincsvadászat 2002.
- A kanyaron túl 2002.
- Veszettek, 2015.
- A feltaláló 2019.

### Más művek
- Magyar legendamesék (néprajzi tanulmány) MTA Néprajzi Kutatócsoport. 1978.
- Dosztojevszkij: Karamazov testvérek (színházi adaptáció) Csokonai Színház.1984.
- Görgő színpad (színházi adaptáció Határ György műveiből) Jókai Színház-MTV. 1990.
- Parti Nagy Lajos: A test angyala (színházi adaptáció) Merlin. 1995.
- A verseny. Kisregény. Globe. Bp., 1997.
- Torta, Faberzsé, Szakadatlan, Borsodagárd, A saskeselyű röpte és más novellák
- Túloldali történetek (rádiójáték-sorozat) 2013.
- Móricz Zsigmond: Tündérkert (rádiójáték-sorozat) 2014.
- Veszettek. Regény. Athenaeum, Bp., 2015.
- Móricz Zsigmond: A nagy fejedelem (rádiójáték-sorozat) 2016.
- Marmorstein Berta csodálatos élete. Monodráma. 2017.
- Móricz Zsigmond: A nap árnyéka (rádiójáték-sorozat) 2019.
- Mesék a Túloldalról. Tizenhárom mágikus realista novella Gyulai Líviusz rajzaival. Hungarovox. Bp., 2019.

## Díjak
- 1985: Kémeri: Arany Antenna-díj
- 1990. Tizenkilenc késszúrással: Magyar kritikusok díja.
- 1994: A részleg: Magyar Filmszemle fődíja.
- 1997: Labdatér: HBO és a Hartley-Merrill Alapítvány magyarországi forgatókönyvíró versenyének első díja
- 1998: Labdatér: A Hartley-Merrill (Sundance) nemzetközi forgatókönyvíró versenyének nagydíja
- 2015. Veszettek: Párizsi FIFE fődíja. Magyar filmek fesztiválja (Los Angeles)